# یواس‌اس دالیی (دی‌یی-۱۰۰۶)
یواس‌اس دالیی (دی‌یی-۱۰۰۶) (به انگلیسی: USS Dealey (DE-1006)) یک کشتی بود که طول آن ۳۱۴ فوت ۶ اینچ (۹۵٫۸۶ متر) بود. این کشتی در سال ۱۹۵۳ ساخته شد.